# Miecznikowate (owady)
Miecznikowate, mieczniki – grupa ponad 1000 gatunków owadów prostoskrzydłych szeroko rozprzestrzenionych na całym świecie; klasyfikowana początkowo w randze rodziny Conocephalidae, później w randze podrodziny Conocephalinae w obrębie pasikonikowatych (Tettigoniidae). Rodzajem typowym jest Conocephalus. 
Są to owady wysmukłe, zwykle zielonej barwy. Ich bardzo długie czułki mogą być nawet 5-krotnie dłuższe od ciała.
W Europie stwierdzono występowanie 10 gatunków. W Polsce mieczniki są reprezentowane przez dwa gatunki:
- miecznik ciemny (Conocephalus discolor), zwany również brązowym,
- miecznik łąkowy (Conocephalus dorsalis).